# 南开大学国际经济研究所
南开大学国际经济研究所，简称南开大学国经所，1987年11月9日正式成立，位于南开大学八里台校区，是原国家教委批准成立的专注研究国际经济理论与政策的研究机构。南开大学国经所内有两个教育部哲学社科重点研究基地，即南开大学跨国公司研究中心和南开大学APEC研究中心及南开大学跨国公司研究985创新基地。世界经济和国际贸易为国家级重点学科。